# Vincent Ragot de Beaumont
Vincent Ragot de Beaumont (* um 1624; † 1. Dezember 1714) war ein französischer Geistlicher und Essayist.

## Leben
Beaumont, der an der Sorbonne promoviert wurde, war als Abbé und als Schützling des Bischofs von Alet, Nicolas Pavillon, wesentlich an den Verhandlungen mit den Jansenisten beteiligt, die 1669 zu dem Vertrag des Paix Clémentine führten, und stand Antoine Arnauld nah. Er galt als gelehrt, aber auch als streitbar und ging keinem Konflikt sowohl innerhalb der Kirche als auch zum Beispiel gegen Übergriffe von Adligen aus dem Weg.
Ab 1670 hatte er hohe kirchliche Ämter in Tournai als Kanoniker in der Kathedrale, mischte sich aber auch mit Unterstützung des königlichen Verwalters der gerade eroberten Provinz in die flämische Lokalpolitik und zeichnete sich durch Verhandlungsgeschick aus. Das erweckte aber auch das Misstrauen des Ministers Louvois, den die Aktivitäten eines Freundes von Arnauld in der neu eroberten Provinz störten. Auch beim Bischof von Tournai Gilbert de Choiseuil (1613–1689), der in den Konflikten innerhalb der französischen Kirche zur Haltung zu den Jansenisten gegen deren Verdammung war und somit in diesem Punkt mit Beaumont übereinstimmend, fiel er in Ungnade. Er verlor seine Ämter und seine geistlichen Würden (man warf ihm vor heimlich eine Dienerin geheiratet zu haben) und wurde inhaftiert.
Nachdem ihn Sébastien de Vauban, der von seinen Fähigkeiten gehört hatte, ihn aus dem Gefängnis holte, wurde er dessen enger Berater und Sekretär. Er arbeitete in den 1690er Jahren dessen Entwurf eines königlichen Zehnten aus, den Vauban dem König vortrug, aber von dessen Ministern abgelehnt wurde. Er sah eine gleichmäßige Besteuerung in Höhe eines Zehntels aller Einkommen vor, auch denen aus Landbesitz und des in Frankreich damals weitgehend steuerfreien Adels. Der Entwurf wurde 1707 anonym veröffentlicht, aber gleich nach Erscheinen systematisch von der Polizei beschlagnahmt und verboten.
Nach dem Tod Vaubans im gleichen Jahr musste er fliehen.